# Nikon D300

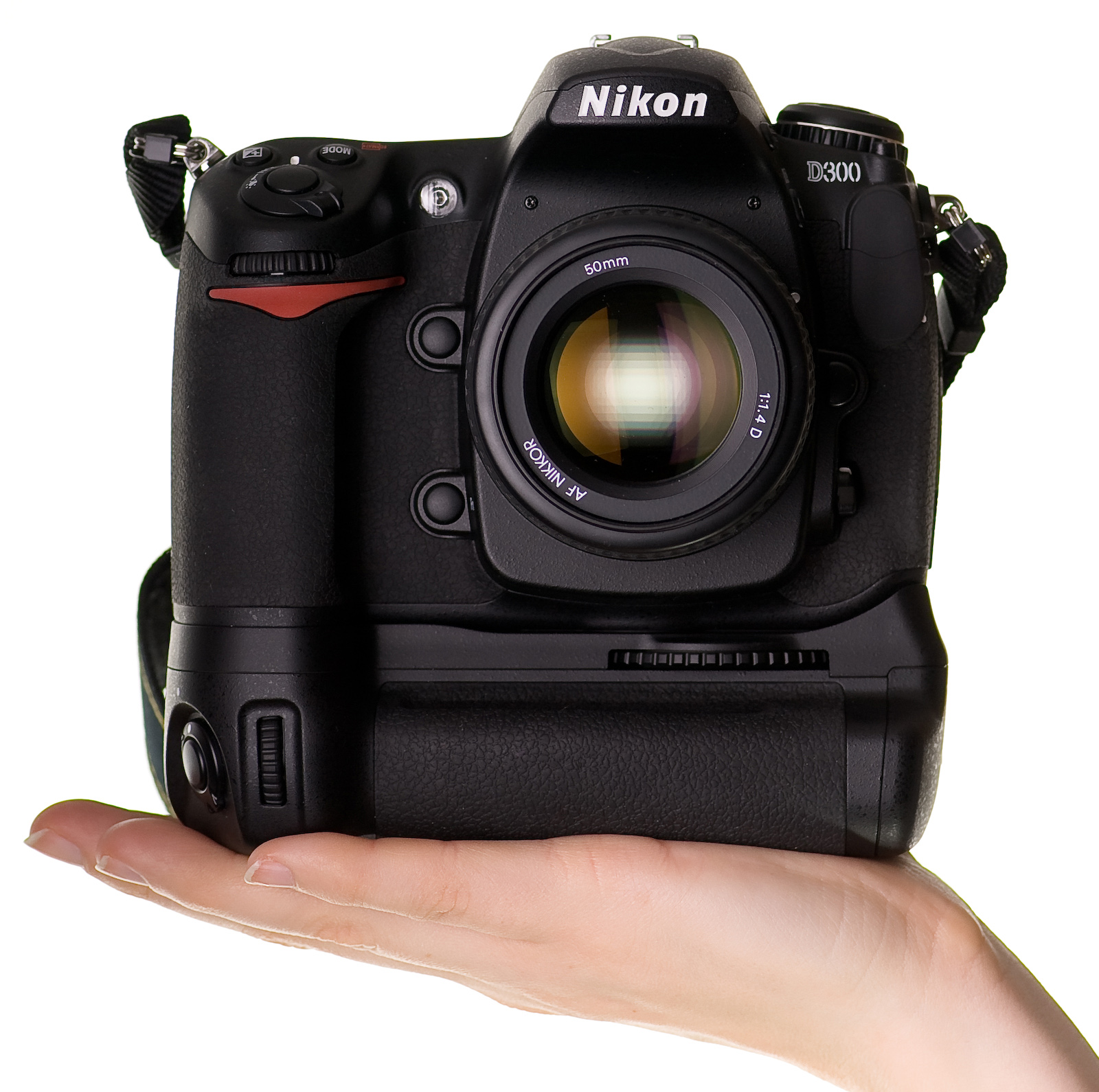
Nikon D300 s nasazeným bateriovým gripem a objektivem 50 mm

Nikon D300 je jednooká digitální zrcadlovka firmy Nikon, uvedená na trh na konci roku 2007. Je nástupcem modelu D200 a je určena pro vyspělé amatérské a profesionální fotografy. Úrovní je posazen mezi amatérský model Nikon D80 a profesionální Nikon D3. Konkuruje modelům Canon EOS 40D, Olympus E-3 a Sony α700.

## Technické parametry

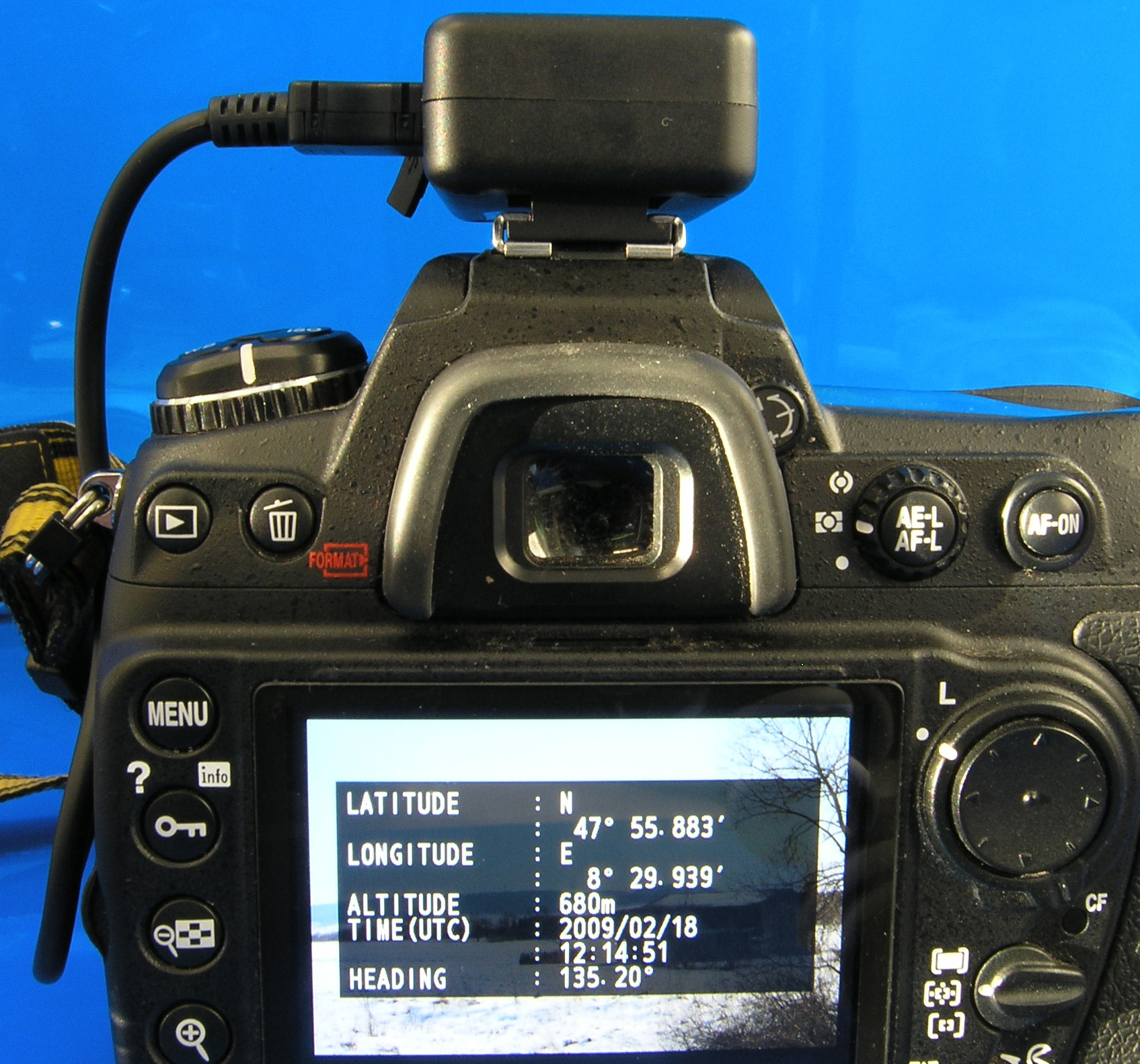
Nikon D300 + "Solmeta Geotagger N2 Kompass"

- Čip: CMOS formátu Nikon DX 23.6 mm × 15.8 mm s 4,288 × 2,848 (13.1 M/12.3 M sensor/efektivních pixelů)
- Závěrka: vertikální, elektronicky řízená, 30 - 1/8000s, B
- 51 ostřících bodů, z toho 15 křížových, několik režimů ostření
- optický hledáček se 100% krytím, display (VGA rozlišení) s živým náhledem
- rychlost snímání 6 snímků za sekundu, s přídavným bateriovým pouzdrem a speciálními bateriemi 8 (přístroj sám zvládne 7 snímků za sekundu, rychlost je ale bez přídavného příslušenství uměle omezena)